# Lepenac (Serbia)
Lepenac (cyr. Лепенац) – wieś w Serbii, w okręgu rasińskim, w gminie Brus. W 2011 roku liczyła 865 mieszkańców.